# Synodontis annectens
Espèce
Statut de conservation UICN

LC : Préoccupation mineure
Synodontis annectens est une espèce de poissons d'eau douce de la famille des Mochokidae et du genre Synodontis, endémique des fleuves de l'ouest de l'Afrique tropicale.

## Répartition
Cette espèce est connue des bassins de la Gambie, du Géba (y compris son affluent Culufi), du Tominé (Corubal), du Kogon, du Grand Scarcies/Kolenté, du Jong/Pampana et du Sewa au Sénégal, en Gambie, en Guinée-Bissau, en Guinée et en Sierra Leone.

## Description
Il s'agit d'une espèce benthopélagique d'une longueur totale maximale de 32,3 cm. Les fentes branchiales ne s'étendent pas ventralement au-delà des insertions des nageoires pectorales ; le museau représente plus de 50 % de la longueur de la tête et plus de 80 % de la largeur de la tête ; la longueur post-oculaire représente moins de 30 % de la longueur de la tête ; les barbillons maxillaires sont légèrement plus courts que la tête, portant extérieurement quelques ramifications courtes et simples et une large membrane basale. Les barbillons mandibulaires externes et internes présentent de nombreuses ramifications tuberculées ; les dents mandibulaires sont longues, au nombre de six à neuf (huit chez le lectotype) ; les épines de la nageoire pectorale sont faiblement denticulées sur le bord interne et très légèrement crénelées à l'extérieur ; l'épine de la nageoire dorsale est lisse antérieurement et prolongée en filament ; le processus huméral est profond, émoussé, granuleux et non caréné ventralement. La nageoire adipeuse est longue, basse et assez proche de la nageoire dorsale rayée. L'aspect général est plutôt sombre, avec des zones ventrales plus claires ; les bords extérieurs des lobes de la nageoire caudale ont des arêtes noires. 

## Systématique
L'espèce est décrite en 1911 par le zoologiste belgo-britannique George Albert Boulenger, qui la classe dans le genre Synodontis sous le nom binominal Synodontis annectens.

## Menaces et conservation
Cette espèce a une large aire de répartition. Bien qu'il n'y ait pas de menaces majeures généralisées, les rivières coulant vers l'ouest en Gambie, en Guinée et en Sierra Leone sont menacées par l'exploitation minière, la déforestation, les barrages et la pollution. Cette espèce est évaluée comme étant de préoccupation mineure par l'Union internationale pour la conservation de la nature (UICN).

## Utilisation par l'Homme
Cette espèce est récoltée pour la consommation humaine.